# Akgedik, Yatağan
Akgedik là một xã thuộc huyện Yatağan, tỉnh Muğla, Thổ Nhĩ Kỳ. Dân số thời điểm năm 2011 là 991 người.